# Extended Industry Standard Architecture

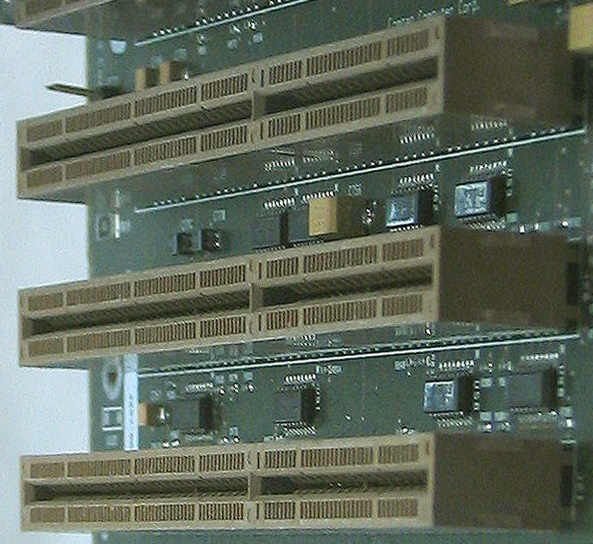
Trzy sloty EISA

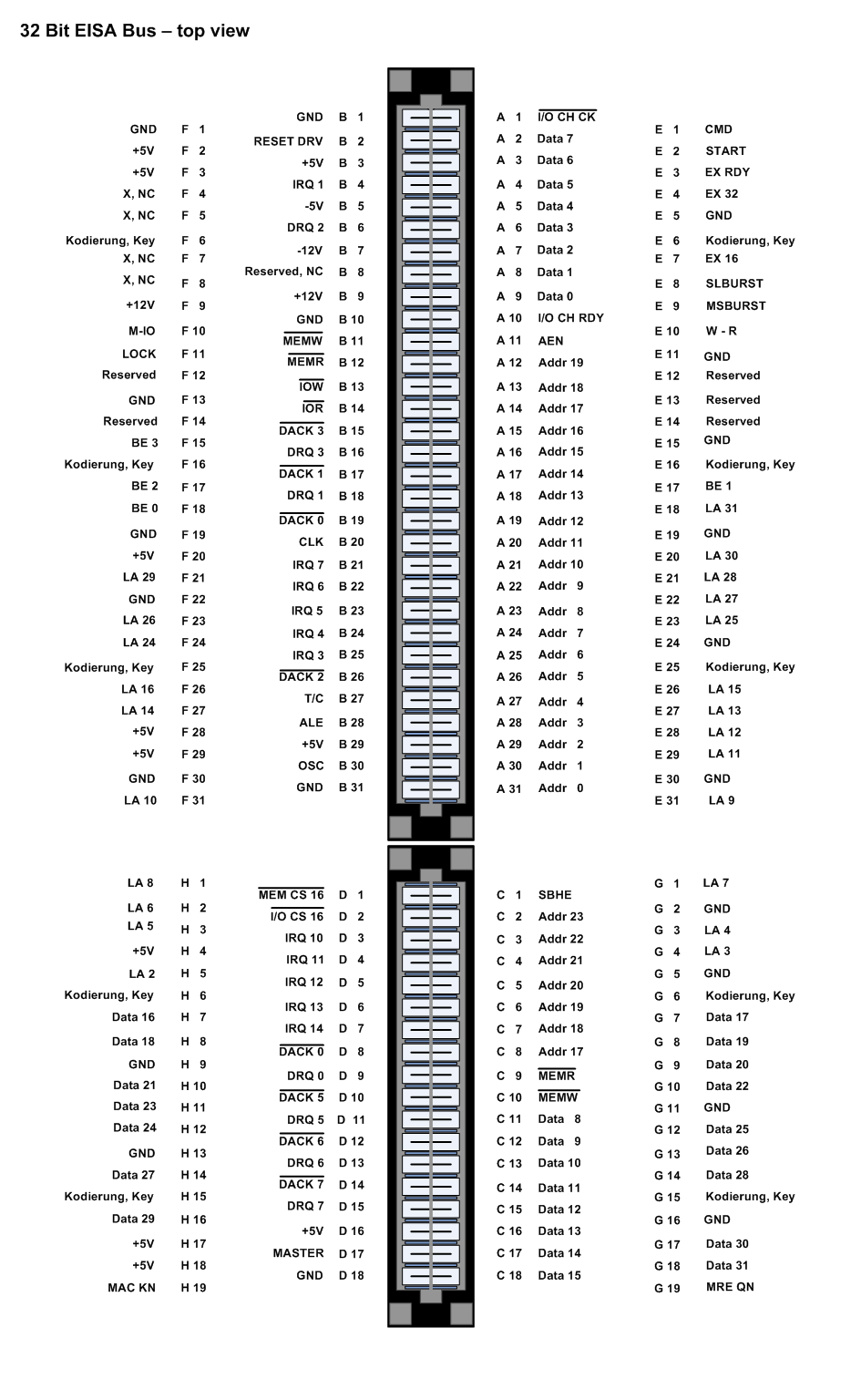
Opis styków złącza EISA

EISA (z ang. Extended Industry Standard Architecture - Rozszerzona Standardowa Architektura Przemysłowa) – magistrala komunikacyjna zaprojektowana specjalnie dla 32-bitowych komputerów  wyposażonych w Intel 80386. Aby zapewnić jej kompatybilność z szyną ISA, taktowana jest zegarem 8,33 MHz. Dość duża prędkość transmisji danych (33 MB/s) jest nie tyle rezultatem częstotliwości taktowania, co szerokości szyny. Magistrala EISA obsługuje standard Plug&Play w przeciwieństwie do swojej poprzedniczki - ISA.
Standard EISA nie znalazł jednak szerszego zastosowania w komputerach 386. Nieco później stosowano go w serwerach z procesorami 486, np. ALR Proveisa. 
Obecnie wyparta przez szyny: PCI, PCI Express.